# Karlskrona valkrets
Karlskrona valkrets var i riksdagsvalen till andra kammaren 1866–1908 en särskild valkrets. Valkretsen hade ett mandat, utom vid valen 1890 och 1893 då antalet mandat var två. Valkretsen avskaffades vid övergången till proportionellt valsystem i andrakammarvalet 1911, då den uppgick i Blekinge läns valkrets.

## Riksdagsmän

### Ett mandat (1866-1890)
| Val | Val  | Ledamot                          | Parti                            |
| --- | ---- | -------------------------------- | -------------------------------- |
|     | 1866 | Gustaf Carl Witt                 | Partilös                         |
|     | 1869 | Folke Palander                   | Partilös                         |
|     | 1872 | Victor Gjerling                  | Partilös                         |
|     | 1875 | Anders Kristian Gasslander       | Partilös                         |
|     | 1877 | Christian Anders Sundin          | Partilös                         |
|     | 1878 | Anders Kristian Gasslander       | Partilös                         |
|     | 1881 | Georg af Trolle                  | Partilös                         |
|     | 1884 | Christian Anders Sundin          | Partilös                         |
|     | 1886 | Carl Frick                       | Partilös                         |
|     | 1889 | Edward Svensson                  | AK:s c                           |
|     | 1890 | valkretsen fick ett andra mandat | valkretsen fick ett andra mandat |

### Två mandat (1890-1896)
| Val  | Förste ledamot                      | Förste ledamot                      | Parti                               | Andre ledamot                       | Andre ledamot                       | Parti                               |
| ---- | ----------------------------------- | ----------------------------------- | ----------------------------------- | ----------------------------------- | ----------------------------------- | ----------------------------------- |
| 1890 |                                     | Edward Svensson                     | AK:s c                              |                                     | Peter Romberg                       | Partilös                            |
| 1893 |                                     | Edward Svensson                     | AK:s c                              |                                     | Hugo Lilliehöök                     | bmp                                 |
| 1895 |                                     | Edward Svensson                     | Fr c                                |                                     | Hugo Lilliehöök                     | bmp                                 |
| 1896 | valkretsen återgick till ett mandat | valkretsen återgick till ett mandat | valkretsen återgick till ett mandat | valkretsen återgick till ett mandat | valkretsen återgick till ett mandat | valkretsen återgick till ett mandat |

### Ett mandat (1896-1908)
| Val | Val  | Ledamot                                          | Parti                                            |
| --- | ---- | ------------------------------------------------ | ------------------------------------------------ |
|     | 1896 | Edward Svensson                                  | Fr c                                             |
|     | 1898 | Edward Svensson                                  | Partilös                                         |
|     | 1899 | Fredrik von Otter                                | Högervilde                                       |
|     | 1902 | Gustaf Roos                                      | Lib s                                            |
|     | 1907 | Gustaf Roos                                      | Vänstervilde                                     |
|     | 1908 | Gustaf Roos                                      | Högervilde                                       |
|     | 1908 | Ulrik Leander                                    | Lib s                                            |
|     | 1911 | valkretsen avskaffad - se Blekinge läns valkrets | valkretsen avskaffad - se Blekinge läns valkrets |

## Valresultat

### 1887 I
| Andrakammarvalet i Sverige 1887 I: Karlskrona valkrets | Andrakammarvalet i Sverige 1887 I: Karlskrona valkrets | Andrakammarvalet i Sverige 1887 I: Karlskrona valkrets | Andrakammarvalet i Sverige 1887 I: Karlskrona valkrets | Andrakammarvalet i Sverige 1887 I: Karlskrona valkrets |
| Kandidat                                               | Kandidat                                               | Röster                                                 | Röster                                                 | Röster                                                 |
| Kandidat                                               | Kandidat                                               | Antal                                                  | %                                                      | +− %                                                   |
| ------------------------------------------------------ | ------------------------------------------------------ | ------------------------------------------------------ | ------------------------------------------------------ | ------------------------------------------------------ |
|                                                        | Carl Frick (frihandlare)                               | 905                                                    | 89,0                                                   |                                                        |
|                                                        | Fredrik von Otter (protektionist)                      | 111                                                    | 10,9                                                   |                                                        |
|                                                        | Övriga kandidater                                      | 1                                                      | 0,1                                                    | —                                                      |
| Antal giltiga röster                                   | Antal giltiga röster                                   | 1 017                                                  |                                                        |                                                        |
| Kasserade röster                                       | Kasserade röster                                       | 4                                                      |                                                        |                                                        |
| Totalt                                                 | Totalt                                                 | 1 021                                                  |                                                        |                                                        |

Valet ägde rum den 14 april 1887. Valdeltagandet var 64,3%.

### 1887 II
| Andrakammarvalet i Sverige 1887 II: Karlskrona valkrets | Andrakammarvalet i Sverige 1887 II: Karlskrona valkrets | Andrakammarvalet i Sverige 1887 II: Karlskrona valkrets | Andrakammarvalet i Sverige 1887 II: Karlskrona valkrets | Andrakammarvalet i Sverige 1887 II: Karlskrona valkrets |
| Kandidat                                                | Kandidat                                                | Röster                                                  | Röster                                                  | Röster                                                  |
| Kandidat                                                | Kandidat                                                | Antal                                                   | %                                                       | +− %                                                    |
| ------------------------------------------------------- | ------------------------------------------------------- | ------------------------------------------------------- | ------------------------------------------------------- | ------------------------------------------------------- |
|                                                         | Carl Frick (frihandlare)                                | 343                                                     | 94,2                                                    | ▲5,2                                                    |
|                                                         | Fredrik von Otter (protektionist)                       | 19                                                      | 5,2                                                     | ▼5,7                                                    |
|                                                         | Övriga kandidater                                       | 2                                                       | 0,6                                                     | —                                                       |
| Antal giltiga röster                                    | Antal giltiga röster                                    | 364                                                     |                                                         |                                                         |
| Kasserade röster                                        | Kasserade röster                                        | 1                                                       |                                                         |                                                         |
| Totalt                                                  | Totalt                                                  | 365                                                     |                                                         |                                                         |

Valet ägde rum den 6 september 1887. Valdeltagandet var 29,6%.

### 1890
| Andrakammarvalet i Sverige 1890: Karlskrona valkrets | Andrakammarvalet i Sverige 1890: Karlskrona valkrets | Andrakammarvalet i Sverige 1890: Karlskrona valkrets | Andrakammarvalet i Sverige 1890: Karlskrona valkrets | Andrakammarvalet i Sverige 1890: Karlskrona valkrets |
| Kandidat                                             | Kandidat                                             | Röster                                               | Röster                                               | Röster                                               |
| Kandidat                                             | Kandidat                                             | Antal                                                | %                                                    | +− %                                                 |
| ---------------------------------------------------- | ---------------------------------------------------- | ---------------------------------------------------- | ---------------------------------------------------- | ---------------------------------------------------- |
|                                                      | Edward Svensson                                      | 701                                                  | 78,7                                                 |                                                      |
|                                                      | Peter Romberg (frihandlare)                          | 582                                                  | 65,3                                                 |                                                      |
|                                                      | Henrik Nerman (högerfrih.)                           | 308                                                  | 34,6                                                 |                                                      |
|                                                      | Fredric Thorssell (högerfrih.)                       | 163                                                  | 18,3                                                 |                                                      |
|                                                      | Fredrik von Otter (protektionist)                    | 12                                                   | 1,3                                                  | ▼3,9                                                 |
|                                                      | Axel Holmquist                                       | 6                                                    | 0,7                                                  |                                                      |
|                                                      | Övriga kandidater                                    | 10                                                   | 1,1                                                  | —                                                    |
| Antal giltiga röster                                 | Antal giltiga röster                                 | 891                                                  |                                                      |                                                      |
| Kasserade röster                                     | Kasserade röster                                     | 0                                                    |                                                      |                                                      |
| Totalt                                               | Totalt                                               | 891                                                  |                                                      |                                                      |

Valet ägde rum den 9 september 1890. Valdeltagandet var 68,6%.

### 1893
| Andrakammarvalet i Sverige 1893: Karlskrona valkrets | Andrakammarvalet i Sverige 1893: Karlskrona valkrets | Andrakammarvalet i Sverige 1893: Karlskrona valkrets | Andrakammarvalet i Sverige 1893: Karlskrona valkrets | Andrakammarvalet i Sverige 1893: Karlskrona valkrets |
| Kandidat                                             | Kandidat                                             | Röster                                               | Röster                                               | Röster                                               |
| Kandidat                                             | Kandidat                                             | Antal                                                | %                                                    | +− %                                                 |
| ---------------------------------------------------- | ---------------------------------------------------- | ---------------------------------------------------- | ---------------------------------------------------- | ---------------------------------------------------- |
|                                                      | Edward Svensson                                      | 630                                                  | 84,9                                                 | ▲6,2                                                 |
|                                                      | Hugo Lilliehöök                                      | 469                                                  | 63,2                                                 |                                                      |
|                                                      | Peter Romberg (frisinnad)                            | 302                                                  | 40,7                                                 | ▼24,6                                                |
|                                                      | Ernst Wadstein                                       | 14                                                   | 1,9                                                  |                                                      |
|                                                      | Carl Olsen                                           | 12                                                   | 1,6                                                  |                                                      |
|                                                      | Axel Holmquist                                       | 10                                                   | 1,4                                                  | ▲0,7                                                 |
|                                                      | Fredric Thorssell (högerfrih.)                       | 9                                                    | 1,2                                                  | ▼17,1                                                |
|                                                      | Fredrik von Otter (protektionist)                    | 6                                                    | 0,8                                                  | ▼0,5                                                 |
|                                                      | Carl Gotthard Ewerlöf                                | 5                                                    | 0,7                                                  |                                                      |
|                                                      | Claes Wilhelm Wahlgren                               | 3                                                    | 0,4                                                  |                                                      |
|                                                      | Gustaf Ohlsson                                       | 3                                                    | 0,4                                                  |                                                      |
|                                                      | Övriga kandidater                                    | 21                                                   | 2,8                                                  | —                                                    |
| Antal giltiga röster                                 | Antal giltiga röster                                 | 742                                                  |                                                      |                                                      |
| Kasserade röster                                     | Kasserade röster                                     | 2                                                    |                                                      |                                                      |
| Totalt                                               | Totalt                                               | 744                                                  |                                                      |                                                      |

Valet ägde rum den 14 september 1893. Valdeltagandet var 56,8%.

### 1896
| Andrakammarvalet i Sverige 1896: Karlskrona valkrets | Andrakammarvalet i Sverige 1896: Karlskrona valkrets | Andrakammarvalet i Sverige 1896: Karlskrona valkrets | Andrakammarvalet i Sverige 1896: Karlskrona valkrets | Andrakammarvalet i Sverige 1896: Karlskrona valkrets |
| Kandidat                                             | Kandidat                                             | Röster                                               | Röster                                               | Röster                                               |
| Kandidat                                             | Kandidat                                             | Antal                                                | %                                                    | +− %                                                 |
| ---------------------------------------------------- | ---------------------------------------------------- | ---------------------------------------------------- | ---------------------------------------------------- | ---------------------------------------------------- |
|                                                      | Edward Svensson (Fr c)                               | 614                                                  | 67,7                                                 | ▼17,2                                                |
|                                                      | Wilhelm Dyrssen (konservativ)                        | 289                                                  | 31,9                                                 |                                                      |
|                                                      | Övriga kandidater                                    | 4                                                    | 0,4                                                  | —                                                    |
| Antal giltiga röster                                 | Antal giltiga röster                                 | 907                                                  |                                                      |                                                      |
| Kasserade röster                                     | Kasserade röster                                     | 6                                                    |                                                      |                                                      |
| Totalt                                               | Totalt                                               | 913                                                  |                                                      |                                                      |

Valet ägde rum den 15 september 1896. Valdeltagandet var 58,3%.

### 1899
| Andrakammarvalet i Sverige 1899: Karlskrona valkrets | Andrakammarvalet i Sverige 1899: Karlskrona valkrets | Andrakammarvalet i Sverige 1899: Karlskrona valkrets | Andrakammarvalet i Sverige 1899: Karlskrona valkrets | Andrakammarvalet i Sverige 1899: Karlskrona valkrets |
| Kandidat                                             | Kandidat                                             | Röster                                               | Röster                                               | Röster                                               |
| Kandidat                                             | Kandidat                                             | Antal                                                | %                                                    | +− %                                                 |
| ---------------------------------------------------- | ---------------------------------------------------- | ---------------------------------------------------- | ---------------------------------------------------- | ---------------------------------------------------- |
|                                                      | Fredrik von Otter                                    | 555                                                  | 54,5                                                 |                                                      |
|                                                      | Anders Fredrik Centerwall (liberal)                  | 236                                                  | 23,1                                                 |                                                      |
|                                                      | Gustaf Roos (liberal)                                | 225                                                  | 22,1                                                 |                                                      |
|                                                      | Övriga kandidater                                    | 3                                                    | 0,3                                                  | —                                                    |
| Antal giltiga röster                                 | Antal giltiga röster                                 | 1 019                                                |                                                      |                                                      |
| Kasserade röster                                     | Kasserade röster                                     | 8                                                    |                                                      |                                                      |
| Totalt                                               | Totalt                                               | 1 027                                                |                                                      |                                                      |

Valet ägde rum den 30 september 1899. Valdeltagandet var 59,9%.

### 1902
| Andrakammarvalet i Sverige 1902: Karlskrona valkrets | Andrakammarvalet i Sverige 1902: Karlskrona valkrets | Andrakammarvalet i Sverige 1902: Karlskrona valkrets | Andrakammarvalet i Sverige 1902: Karlskrona valkrets | Andrakammarvalet i Sverige 1902: Karlskrona valkrets |
| Kandidat                                             | Kandidat                                             | Röster                                               | Röster                                               | Röster                                               |
| Kandidat                                             | Kandidat                                             | Antal                                                | %                                                    | +− %                                                 |
| ---------------------------------------------------- | ---------------------------------------------------- | ---------------------------------------------------- | ---------------------------------------------------- | ---------------------------------------------------- |
|                                                      | Gustaf Roos                                          | 634                                                  | 58,6                                                 | ▲36,5                                                |
|                                                      | Otto Holmdahl (höger)                                | 256                                                  | 23,6                                                 |                                                      |
|                                                      | Gösta af Ugglas (höger)                              | 191                                                  | 17,6                                                 |                                                      |
|                                                      | Övriga kandidater                                    | 2                                                    | 0,2                                                  | —                                                    |
| Antal giltiga röster                                 | Antal giltiga röster                                 | 1 083                                                |                                                      |                                                      |
| Kasserade röster                                     | Kasserade röster                                     | 3                                                    |                                                      |                                                      |
| Totalt                                               | Totalt                                               | 1 086                                                |                                                      |                                                      |

Valet ägde rum den 30 september 1902. Valdeltagandet var 55,3%.

### 1905
| Andrakammarvalet i Sverige 1905: Karlskrona valkrets | Andrakammarvalet i Sverige 1905: Karlskrona valkrets | Andrakammarvalet i Sverige 1905: Karlskrona valkrets | Andrakammarvalet i Sverige 1905: Karlskrona valkrets | Andrakammarvalet i Sverige 1905: Karlskrona valkrets |
| Kandidat                                             | Kandidat                                             | Röster                                               | Röster                                               | Röster                                               |
| Kandidat                                             | Kandidat                                             | Antal                                                | %                                                    | +− %                                                 |
| ---------------------------------------------------- | ---------------------------------------------------- | ---------------------------------------------------- | ---------------------------------------------------- | ---------------------------------------------------- |
|                                                      | Gustaf Roos                                          | 1 198                                                | 80,0                                                 | ▲21,4                                                |
|                                                      | Oskar Kloo (S)                                       | 299                                                  | 20,0                                                 |                                                      |
| Antal giltiga röster                                 | Antal giltiga röster                                 | 1 497                                                |                                                      |                                                      |
| Kasserade röster                                     | Kasserade röster                                     | 3                                                    |                                                      |                                                      |
| Totalt                                               | Totalt                                               | 1 500                                                |                                                      |                                                      |

Valet ägde rum den 30 september 1905. Valdeltagandet var 57,3%.

### Första valet 1908
| Andrakammarvalet i Sverige 1908: Karlskrona valkrets | Andrakammarvalet i Sverige 1908: Karlskrona valkrets | Andrakammarvalet i Sverige 1908: Karlskrona valkrets | Andrakammarvalet i Sverige 1908: Karlskrona valkrets | Andrakammarvalet i Sverige 1908: Karlskrona valkrets |
| Kandidat                                             | Kandidat                                             | Röster                                               | Röster                                               | Röster                                               |
| Kandidat                                             | Kandidat                                             | Antal                                                | %                                                    | +− %                                                 |
| ---------------------------------------------------- | ---------------------------------------------------- | ---------------------------------------------------- | ---------------------------------------------------- | ---------------------------------------------------- |
|                                                      | Ulrik Leander                                        | 1 049                                                | 54,1                                                 |                                                      |
|                                                      | Otto Holmdahl (höger)                                | 890                                                  | 45,9                                                 |                                                      |
| Antal giltiga röster                                 | Antal giltiga röster                                 | 1 939                                                |                                                      |                                                      |
| Kasserade röster                                     | Kasserade röster                                     | 4                                                    |                                                      |                                                      |
| Totalt                                               | Totalt                                               | 1 943                                                |                                                      |                                                      |

Valet ägde rum den 26 september 1908. Valdeltagandet var 50,1%. Valet överklagades dock och fick tas om.

### Andra valet 1908
| Andrakammarvalet i Sverige 1908: Karlskrona valkrets | Andrakammarvalet i Sverige 1908: Karlskrona valkrets | Andrakammarvalet i Sverige 1908: Karlskrona valkrets | Andrakammarvalet i Sverige 1908: Karlskrona valkrets | Andrakammarvalet i Sverige 1908: Karlskrona valkrets |
| Kandidat                                             | Kandidat                                             | Röster                                               | Röster                                               | Röster                                               |
| Kandidat                                             | Kandidat                                             | Antal                                                | %                                                    | +− %                                                 |
| ---------------------------------------------------- | ---------------------------------------------------- | ---------------------------------------------------- | ---------------------------------------------------- | ---------------------------------------------------- |
|                                                      | Ulrik Leander                                        | 1 422                                                | 54,2                                                 |                                                      |
|                                                      | Otto Holmdahl (höger)                                | 1 201                                                | 45,8                                                 |                                                      |
|                                                      | Övriga kandidater                                    | 1                                                    | 0,0                                                  | —                                                    |
| Antal giltiga röster                                 | Antal giltiga röster                                 | 2 624                                                |                                                      |                                                      |
| Kasserade röster                                     | Kasserade röster                                     | 1                                                    |                                                      |                                                      |
| Totalt                                               | Totalt                                               | 2 625                                                |                                                      |                                                      |

Valet ägde rum den 9 december 1908. Valdeltagandet var 62,2%.